# Navtex

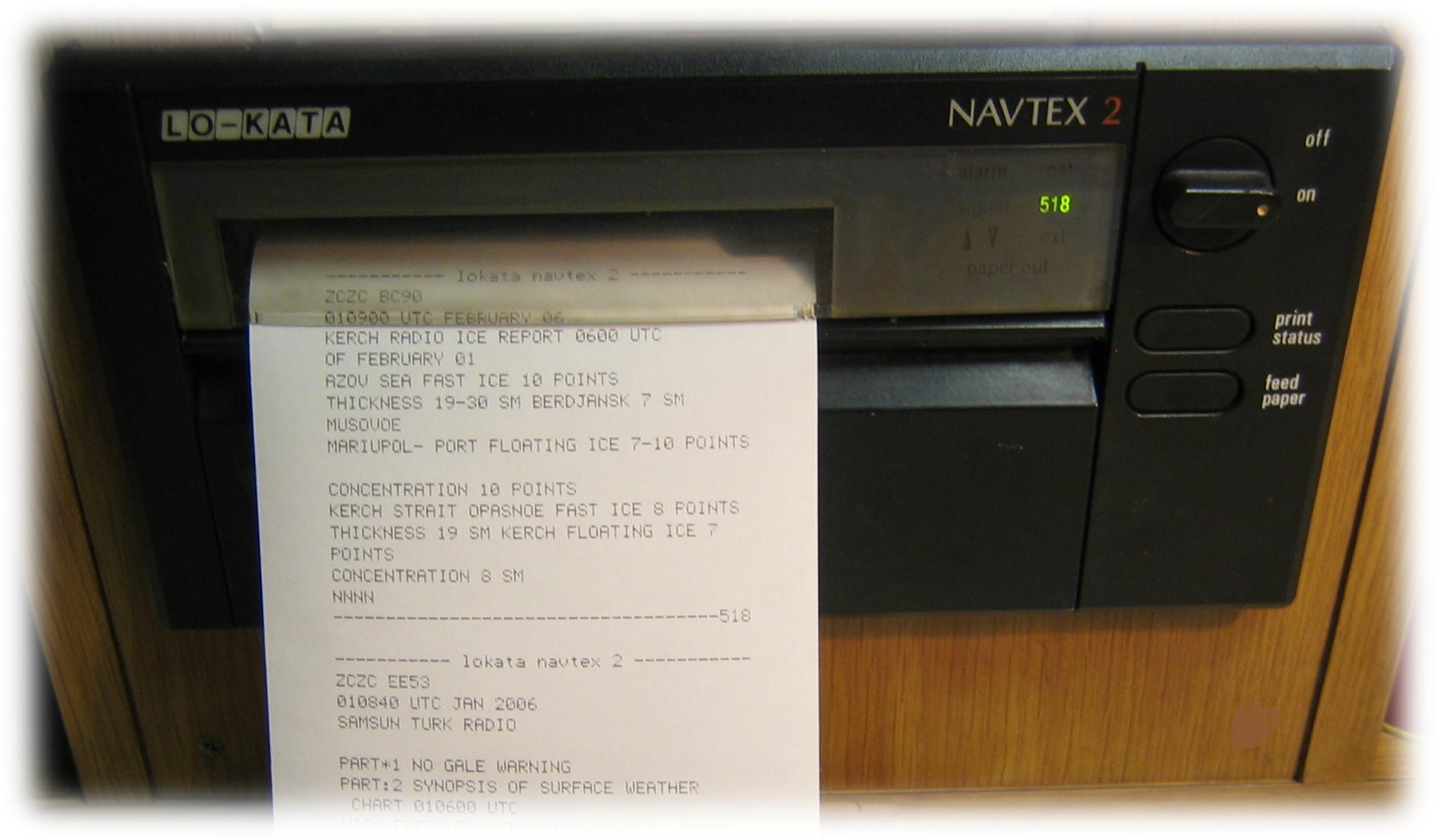
Un ricevitore NAVTEX stampa un messaggio in arrivo.

Il NAVTEX ("NAVigational TEXt Messages") è un servizio internazionale automatico, trasmesso sulle medie frequenze, di stampa diretta per l'invio di avvisi e bollettini di navigazione e meteorologici. 
Viene usato anche per trasmettere informazioni urgenti sulla sicurezza alle navi.
Il NAVTEX fu sviluppato come sistema semplice ed a basso costo per fornire informazioni a bordo delle navi in un raggio di circa 370 km (200 nm).
Negli Stati Uniti d'America le stazioni emittenti NAVTEX sono operate dalla guardia costiera. 
Nessun costo è dovuto per la ricezione delle trasmissioni NAVTEX.

## Specifiche tecniche
Il servizio Navtex trasmette principalmente sulle onde medie (MW) sulle frequenze di 518 e 490 kHz.
La frequenza di 518 kHz è relativa alle trasmissioni internazionali (in lingua inglese) mentre la frequenza di 490 kHz è relativa alle trasmissioni di carattere regionale.
È usata la modulazione di tipo BFSK ovvero Frequency-shift keying binario alla velocità di 100 bit/s con shift di frequenza di 170 Hz. I caratteri trasmessi sono codificati a 7 bit secondo la standard CCIR 476.
Altre trasmissioni di tipo Navtex hanno luogo sulle onde corte (HF) a 4209,5 kHz.

## Formato dei messaggi NAVTEX
Ogni messaggio NAVTEX è preceduto da un segnale di fasatura della durata di circa 10 secondi. Successivamente viene inviato l'inizio del messaggio composto dai caratteri "ZCZC" seguiti da altri quattro caratteri B1, B2, B3 e B4 dove:
- B1 è un carattere alfanumerico che identifica la stazione trasmittente
- B2 è un carattere alfanumerico che indica il soggetto del messaggio. I ricevitori utilizzano questi caratteri per scartare i messaggi di certe stazioni o i messaggi non interessanti per l'utente.
- B3 e B4 sono due cifre progressive che identificano il messaggio.

Un messaggio che contiene come caratteri B1, 2, 3, 4 i caratteri "FE01" provenienti da una stazione negli Stati Uniti indicano che il messaggio è relativo ad un avviso sulle condizioni meteorologiche da Boston.
Esempio di messaggio NAVTEX:
```
(segnale di fasatura >=10 secondi)

ZCZC
B1,B2,B3,B4
Orario della trasmissione in UTC (optional)
Testo del messaggio...
NNNN

(fine del messaggio con segnale di fasatura >=5 secondi prima del prossimo messaggio)

```

## Tipi di messaggio (carattere b2)
Le trasmissioni NAVTEX usano i seguenti caratteri per identificare il tipo di messaggio trasmesso:
| A | Avvisi sulla navigazione1                                                             |
| B | Avvisi meteo1                                                                         |
| C | Report ghiaccio                                                                       |
| D | Ricerca e soccorso, avvisi pirati1                                                    |
| E | Bollettini meteo                                                                      |
| F | Messaggi di servizio piloti                                                           |
| G | Messaggi Sistema di identificazione automatica (Automatic Identification System, AIS) |
| H | Messaggi LORAN                                                                        |
| I | Non usato                                                                             |
| J | Messaggi SATNAV (come GPS o GLONASS)                                                  |
| K | Altri messaggi di aiuto alla navigazione                                              |
| L | Avvisi di navigazione (in aggiunta alla lettera "A" (non ignorabili dai ricevitori)   |
| T | Test trasmissione (solo UK - non ufficiale)                                           |
| V | Notizie ai pescatori (solo U.S. - Non utilizzato)                                     |
| W | Avvisi ambientali (solo U.S. - Non utilizzato)                                        |
| X | Servizi speciali                                                                      |
| Y | Servizi speciali                                                                      |
| Z | "No message on hand"                                                                  |